# Campeonato Mundial de Ciclocrós de 2024
El LXXV Campeonato Mundial de Ciclocrós se celebró en Tábor (República Checa) entre el 2 y el 4 de febrero de 2024 bajo la organización de la Unión Ciclista Internacional (UCI) y la Federación Checa de Ciclismo.

## Medallistas
| Evento               | Oro                                                                                                   | Plata                                                                                            | Bronce |
| -------------------- | --- | ------------------------------------------------------------------------------------------------ | --- |
| Masculino (04.02)    | Mathieu van der Poel · Países Bajos                                                                   | Joris Nieuwenhuis · Países Bajos                                                                 | Michaël Vanthourenhout · Bélgica                                                                                          |
| Femenino (03.02)     | Fem van Empel · Países Bajos                                                                          | Lucinda Brand · Países Bajos                                                                     | Puck Pieterse · Países Bajos                                                                                              |
| Relevo mixto (02.02) | Francia Rémi Lelandais Martin Groslambert Célia Gery Lauriane Duraffourg Hélène Clauzel Aubin Sparfel | Reino Unido Zoe Bäckstedt Corran Carrick-Anderson Cat Ferguson Oscar Amey Anna Kay Cameron Mason | Bélgica · Arthur Van den Boer · Ward Huybs · Shanyl De Schoesitter · Julie Brouwers · Sanne Cant · Michaël Vanthourenhout |

### Masculino
| Puesto            | Ciclista               | País            | Tiempo  |
| ----------------- | ---------------------- | --------------- | ------- |
| Medalla de oro    | Mathieu van der Poel   | Países Bajos    | 58:14   |
| Medalla de plata  | Joris Nieuwenhuis      | Países Bajos    | 58:51   |
| Medalla de bronce | Michaël Vanthourenhout | Bélgica         | 59:20:  |
| 4                 | Pim Ronhaar            | Países Bajos    | 59:50   |
| 5                 | Eli Iserbyt            | Bélgica         | 1:00:22 |
| 6                 | Jens Adams             | Bélgica         | 1:00:35 |
| 7                 | Michael Boroš          | República Checa | 1:00:43 |
| 8                 | Witse Meeussen         | Bélgica         | 1:00:49 |

### Femenino
| Puesto            | Ciclista                   | País           | Tiempo |
| ----------------- | -------------------------- | -------------- | ------ |
| Medalla de oro    | Fem van Empel              | Países Bajos   | 46:19  |
| Medalla de plata  | Lucinda Brand              | Países Bajos   | 47:39  |
| Medalla de bronce | Puck Pieterse              | Países Bajos   | 48:13  |
| 4                 | Ceylin del Carmen Alvarado | Países Bajos   | 48:56  |
| 5                 | Laura Verdonschot          | Bélgica        | 49:11  |
| 6                 | Sara Casasola              | Italia         | 49:18  |
| 7                 | Annemarie Worst            | Países Bajos   | 49:59  |
| 8                 | Clara Honsinger            | Estados Unidos | 50:04  |

### Relevo mixto
| Puesto            | País        | R1    | R2   | R3    | R4    | R5    | R6   | Final   |
| ----------------- | ----------- | ----- | ---- | ----- | ----- | ----- | ---- | ------- |
| Medalla de oro    | Francia     | 9:23  | 9:15 | 11:07 | 11:11 | 10:47 | 9:20 | 1:01:23 |
| Medalla de plata  | Reino Unido | 10:12 | 9:27 | 10:49 | 10:12 | 11:14 | 9:13 | 1:01:23 |
| Medalla de bronce | Bélgica     | 9:34  | 9:15 | 11:43 | 11:11 | 10:43 | 9:14 | 1:01:55 |

## Medallero
| Núm. | País         | Oro | Plata | Bronce | Total |
| ---- | ------------ | --- | ----- | ------ | ----- |
| 1    | Países Bajos | 2   | 2     | 1      | 5     |
| 2    | Francia      | 1   | 0     | 0      | 1     |
| 3    | Reino Unido  | 0   | 1     | 0      | 1     |
| 4    | Bélgica      | 0   | 0     | 2      | 2     |
|      | TOTAL        | 3   | 3     | 3      | 9     |